# Ding (Lied)
Ding ist die dritte Singleauskopplung der deutschen Dancehall-Reggae-Formation Seeed aus ihrem dritten Studioalbum Next! Neben der deutschen Version von Ding existiert auch eine englische Version der Single unter dem Namen Thing.

## Entstehung und Artwork
Geschrieben wurde das Lied von Based, Pierre Baigorry, David Conen, Frank A. Dellé, DJ Illvibe, Rüdiger Kusserow und Demba Wendt-Nabé, produziert wurde es von Based, Pierre Baigorry und DJ Illvibe. Die Single wurde unter dem Musiklabel Warner Music Group veröffentlicht. Auf dem Cover der Maxi-Single ist – neben der Aufschrift des Künstlers und des Liedtitels – ein Screenshot aus dem dazugehörigen Musikvideo zu sehen.

## Veröffentlichung und Promotion
Die Erstveröffentlichung von Ding erfolgte als Teil des dritten Seeed Studioalbums Next! am 14. Oktober 2005. Am 10. Februar 2006 erschien das Lied erstmals als dritte Singleauskopplung aus dem Album. Neben Ding sind auf der Maxi-Single noch die Lieder Thing (engl. Version von Ding) und Family Thing, sowie zwei Videos mit Liveauftritten, als B-Seite enthalten. Family Thing erschien schlussendlich auf Dellés Soloalbum Before I Grow Old.

## Inhalt
| Liedteil   | Künstler              |
| 1. Strophe | Enuff/Pierre Baigorry |
| Refrain    | Seeed                 |
| 2. Strophe | Ear/Demba Nabé        |
| 3. Strophe | Easeed/Frank Dellé    |

| „Oohoohoo, du hübsches Ding Ich versteck meinen Ehering Klingelingeling, wir könnten’s bring’n Doch wir nuckeln nur am Drink“ – Refrain, Ding | „Oohoohoo, pretty thing You make me hide my wedding ring While I took ya, I’m your string We’re just sippin’ on our drink“ – Refrain, Thing |

Das Lied ist sowohl in deutscher als auch in englischer Sprache verfasst. Die ersten beiden Strophen von Ding und der Refrain sind in deutscher, die dritte Strophe in englischer Sprache geschrieben. Wie in den meisten anderen Liedern Seeeds sind alle drei Frontmänner beteiligt. Baigorry rappt die erste Strophe, Nabé rappt die zweite und Dellé singt die dritte (auf Englisch).
In Thing sind auch Baigorrys Part und der Refrain auf Englisch, während Nabés Part durch einen französischsprachigen Part der Saïan Supa Crew ersetzt wurde.

## Musikvideo
In einer Urwaldszenerie verweist der Berliner Fernsehturm als Referenz schon im ersten Bild des Videos auf die Verbindung von Großstadt und Dschungel. Ein vertikaler Kameraschwenk in Plansequenz auf das Dschungelinnere führt zu einem musizierenden Affen (einer Mischung aus Gorilla und Orang-Utan), der sich auf einem Glockenspiel betätigt, um kurz darauf den Weg in eine Walddisko anzutreten. In einer Synthese von Computer- und Puppenanimation zeichnet das Video den Verlauf des Abends nach: Der Affe betrinkt sich und flirtet mit verschiedenen (Tier-)Damen. Dem Text nach, gestützt durch visuelle Symbolik, gefährdet er damit seine Ehe – er ist „besessen von Sex“. Einzig übermäßiger Alkoholkonsum und das damit verbundene Delirium können den animalisch getriebenen Affen vor dem Vollzug des Ehebruchs bewahren. Regie führten Philip Hillers und Trikk17.

## Bundesvision Song Contest 2006
Seeed gewannen den Bundesvision Song Contest 2006 für Berlin mit 16 Punkten Vorsprung vor der für Bremen antretenden Band Revolverheld mit dem Lied Freunde bleiben (136 Punkte). Während der Punktevergabe aller 16 Bundesländer setzten sich Seeed schon relativ früh mit einem kleinen Abstand vor ihren Mitkonkurrenten ab. Neben ihrer Heimat Berlin bekamen sie ebenfalls aus Nordrhein-Westfalen die volle Punktzahl. Dies war der erste Sieg eines Künstlers aus Berlin, bei der zweiten Austragung des Bundesvision Song Contests.
Jeder Künstler dreht zu Promotionzwecken einen Wahlwerbespot für die Teilnahme am BuViSoco. In diesem sind Liveaufnahmen von Seeed zu sehen, zwischendurch sind immer wieder Menschen zu sehen, die für den Sieg Seeeds aufrufen, u. a. ist ein Aufruf von Sido zu sehen, der im vergangenen Jahr für Berlin antrat.

### Punktevergabe
|    |   |    |    |   |   |    |   |    |    |   |   |    |    |    |    | Gesamt |
| -- | - | -- | -- | - | - | -- | - | -- | -- | - | - | -- | -- | -- | -- | ------ |
| 12 | 8 | 10 | 10 | 7 | 8 | 10 | 8 | 10 | 10 | 8 | 8 | 10 | 10 | 10 | 12 | 151    |

## Mitwirkende
Liedproduktion
- Based: Komponist, Produzent
- Pierre Baigorry: Gesang, Komponist, Produzent
- Jerome Bugnon: Posaune
- David Conen: Komponist
- Tobsen Cordes: E-Bass
- Moritz Delgado: Saxophon
- Frank A. Dellé: Gesang, Komponist
- DJ Illvibe: DJ, Komponist, Produzent
- Sebastian Krajewski: Schlagzeug
- Rüdiger Kusserow: Komponist
- Dubmaster Reibold: Keyboard
- Rudeboy Rudy: Gitarre
- Alfi Trowers: Perkussion
- Demba Wendt-Nabé: Gesang, Komponist

Musikvideo
- Philip Hillers: Regisseur (Musikvideo)
- Trikk17: Regisseur (Musikvideo)

Unternehmen
- Warner Music Group: Musiklabel

## Kommerzieller Erfolg

### Chartplatzierungen
Ding erreichte in Deutschland Platz fünf der Singlecharts und konnte sich insgesamt 26 Wochen in den Charts halten. In Österreich erreichte die Single Position vier und der Schweiz Position 27 der Singlecharts. Obwohl es das Lied nicht auf Platz eins schaffte, war es für einen Zeitraum von einer Wochen das erfolgreichste deutschsprachige Lied in den deutschen Singlecharts. Die Single erreichte Platz 22 der Jahrescharts von 2006 in Deutschland.
Dies ist bereits der achte Charterfolg und der zweite Top-10-Hit in Deutschland für Seeed. In Österreich ist es der sechste Charterfolg und der erste Top-10-Hit und in der Schweiz ist es der fünfte Charterfolg für Seeed. Für DJ Illvibe als Komponisten ist dies bereits der vierte Charterfolg in Deutschland, sowie der vierte in Österreich und der dritte in der Schweiz. Es ist sein erster Top-10-Erfolg in Deutschland und Österreich. Für DJ Illvibe als Produzenten ist dies bereits der dritte Charterfolg in Deutschland, sowie der dritte in Österreich und der zweite in der Schweiz. Es ist sein erster Top-10-Erfolg in Deutschland und Österreich.
| ChartsChartplatzierungen | Höchstplatzierung | Wochen |
| ------------------------ | ----------------- | ------ |
| Deutschland (GfK)        | 5 (26 Wo.)        | 26     |
| Österreich (Ö3)          | 4 (32 Wo.)        | 32     |
| Schweiz (IFPI)           | 27 (19 Wo.)       | 19     |

| ChartsJahrescharts (2006) | Platzierung |
| ------------------------- | ----------- |
| Deutschland (GfK)         | 22          |
| Österreich (Ö3)           | 20          |

### Auszeichnungen für Musikverkäufe
| Land/Region        | Auszeichnungen für Musikverkäufe (Land/Region, Auszeichnung, Verkäufe) | Verkäufe |
| ------------------ | ---------------------------------------------------------------------- | -------- |
| Deutschland (BVMI) | Gold                                                                   | 150.000  |
| Insgesamt          | 1× Gold ·                                                              | 150.000  |

## Coverversionen
2020 coverte die Mittelalter-Rock-Band Feuerschwanz mit der Sängerin Melissa Bonny den Song für ihr 9. Studioalbum Das Elfte Gebot und veröffentlichte am 9. Juni 2020 über Napalm Records ein Musik-Video auf YouTube.